# Universität Nizza Sophia-Antipolis
Die Universität Nizza Sophia-Antipolis (französisch Université de Nice Sophia-Antipolis) war eine französische Universität mit mehreren Standorten im Département Alpes-Maritimes.

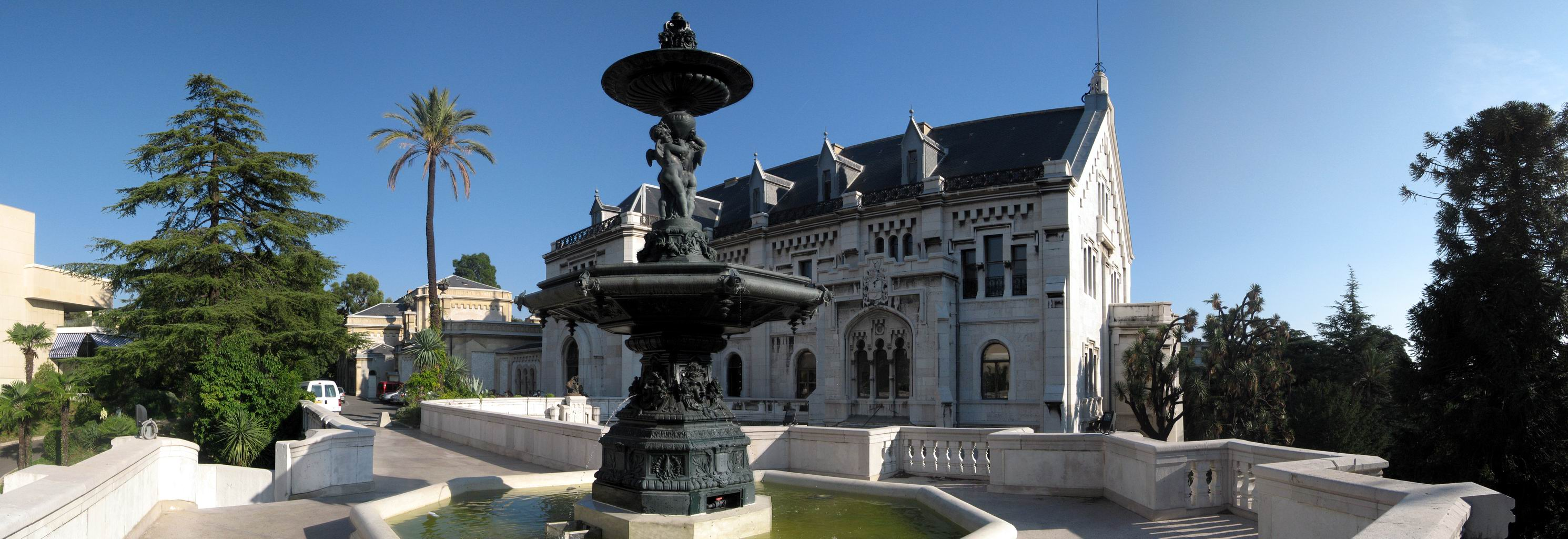
Das „Große Schloss“ auf dem Campus Valrose

## Geschichte
Die Geschichte der Hochschule reicht ins 17. Jahrhundert zurück, als der Graf von Savoyen in Nizza ein Rechtskolleg ins Leben rief. Im 18. Jahrhundert kam dann eine medizinische Hochschule hinzu. Studenten dieser beider Hochschulen in Nizza wurden damals mit Studienabschluss automatisch in den Adelsstand erhoben.
Ab den 1930er-Jahren wurden die Hochschuleinrichtungen Nizzas nach und nach der Universität Aix-Marseille zugeschlagen, und erst am 23. Oktober 1965 wurde aus ihnen eine eigenständige Universität, damals noch die Universität Nizza.
Zuletzt zählte die Hochschule, die sich auf elf größere Campus im ganzen Département verteilen, fast 26.000 Studenten.
Zum 1. Januar 2020 fusionierte die Universität Nizza Sophia-Antipolis mit weiteren Institutionen zur neuen Universität Côte d’Azur.